# Незнайомка (фільм, 2006)
«Незнайомка» (італ. «La sconosciuta») — психологічний трилер італійського режисера Джузеппе Торнаторе знятий в 2006 р. У фільмі йдеться про проблеми торгівлі людьми та насильства проти жінок.

## Сюжет
Ірена (Ксенія Раппопорт), українська повія, намагається знайти роботу в будівлі на півночі Італії і починає з чищення сходів. Вона це робить задля того, щоби потрапити на роботу до сім'ї, що живе у цій будівлі. Вона стає пожружкою Джини (П'єра Дельї Еспості), нянечки дитини Теа (Клара Досена), яка теж живе в цій квартирі. Ірена зіштовхує Джину із сходів (про що нікому не відомо) і та стає безпорадною. Після цього на місце нанячки у родину беруть Ірену. Із епізодів з минулого Ірени стає зрозуміло, що над нею знущалися фізично та психологічно в минулому: вона була вимушена народити дев'ятьох дітей, яких у неї відбирали і продавали бездітним сім'ям. Після того, як Ірена вдарила ножем свого сутенера і вважаючи його мертвим вона вирушає на пошуки своєї останньої дитини, якою вона вважає Теа. Документи про адаптацію Теа її батьками переконують її в цьому. Мати Теа підозрює Ірену та звільняє її не зважаючи на те, що вона змогла побудувати дружні стосунки з Теа. Виявившись живим, колишній сутенер Ірени наказує побити її коли вона іде по вулиці. Він підлаштовує аварію в якій мати Теа вмирає. Ірена вбиває сутенера захищаючись від нього. Батько Теа переїжджає на нову квартиру та готує кімнату для Ірени, але її арештовують за вбивство і сажають у в'язницю. Теа відмовляється їсти доки суддя не дозволяє Ірені навідати її в лікарні та годувати її. Генетичний тест показує, що Теа не є дочкою Ірени. Фільм закінчується тим, як Ірена виходить з в'язниці і зустрічає дорослу Теа.

## Нагороди
- 5 David di Donatello: найкращий фільм, найкращий режисер, найкраща акторка, найкраща музика та найкраща кінематографія.